# Чикагски институт за психоанализа
Чикагският институт за психоанализа е център за психоаналитични изследвания, обучения и се намира на Мичигън авеню в центъра на Чикаго.
Институтът осигурява професионално обучение по теорията и практиката на психоанализата и психотерапията. Основан е през 1932 от Франц Александер, пионер в психосоматичната медицина в Берлинския психоаналитичен институт. Александер се мести в Чикаго по покана на Робърт Хътчинс, тогава ректор на Университета в Чикаго.  Видни психоаналици асоциирани с института са Карл Менингер, Карен Хорни, Терезе Бенедек, Рой Гринкър, Максуел Гителсон, Луис Шапиро, Хайнц Кохут, Арнолд Голберг, Джеръм Кавка и Майкъл Баш.